# Гантер, Келли
Келли Гантер (англ. Kelly Gunther; род. 14 августа 1987, Оберлин, Огайо) — американская роликобежка и конькобежка, участница зимних Олимпийских игр 2014 года. Чемпионка США в многоборье и на дистанции 1000 м.

## Биография
Келли Гантер родилась в Оберлине, но жила в Лорейне. В 6 лет впервые встала на ролики. В одиннадцать лет она переехала в Мичиган и стала профессионально заниматься роликобежным спортом. Будучи фигуристкой на роликовых коньках, она выиграла несколько золотых медалей чемпионата мира в составе эстафетной команды США. В 19-м возрасте перешла в конькобежный спорт, вдохновившись просмотром выступлений американской фигуристки — Тары Липински. В 2007 году впервые участвовала в соревнованиях по конькобежному спорту. В сезоне 2009/10 заняла 2-е место в забеге на 1000 м на чемпионате Северной Америки.
В 2010 году Келли одержала победу на чемпионате США в забеге на 1000 м, а следом трижды попала на подиум на чемпионате Северной Америки. В марте, во время соревнований в Солт-Лейк-Сити по конькобежному спорту Гантер при падении раздробила лодыжку, врезавшись в стену на дистанции 500 м. В больнице у неё диагностировали двойной перелом и после тяжёлой операции ей имплантировали металлическую пластину, которая была закреплена десятью винтами. Перед операцией врачи высказывали опасение, что ногу придётся ампутировать. Продолжить тренировки и начать выступления Гантер смогла лишь с января 2011 года.
В 2013 году на олимпийском отборе Гантер заняла 4-е место на дистанции 1000 м и прошла квалификацию на игры 2014 года. На зимних Олимпийских играх 2014 года она была заявлена для участия в забеге на 1000 м и командной гонке. 13 февраля на ледовом катке Адлер-Арена в забеге на 1000 м среди женщин она финишировала с результатом 1:19.13 (+5.11). В итоговом зачёте Гантер заняла 32-е место. 
21 февраля на ледовом катке Адлер-Арена в командной гонке преследования среди женщин американские конькобежки с результатом 3:02.21 финишировали вторыми в четвёртом забеге полуфинальной квалификации. В итоговом зачёте они заняли 6-е место. На дистанции 1000 м Келли заняла только 33-е место. На чемпионате мира в Берлине в 2016 году состоялся её дебют и она заняла 22-е место в сумме многоборья.
В 2017 году она участвовала на чемпионате мира на отдельных дистанциях в Канныне. 10 февраля на катке Gangneung Oval во время командной гонки среди женщин американские спортсменки с результатом 3.04,01 (+8,16) заняли шестое место. На дистанции 1000 м заняла 23-е место, а на 1500м — 24-е место. В сезоне 2017/18 Гантер не прошла сначала отбор на чемпионат мира в Солт-Лейк-Сити, а позже в Милуоки и на олимпиаду 2018 года, заняв 5-е место в забегах на 1000 и 1500 м.

## Личная жизнь
Келли Гантер училась в средней школе долины Чиппева до 2006 года. После работала парапрофессионалом в начальной школе с детьми с особыми потребностями и тяжёлыми нарушениями. В настоящее время работает спикером. Проводит мероприятия и обучения: как добиться успеха, независимо от того, с какими препятствиями они могут столкнуться. С апреля 2022 года директор по развитию специальной Олимпиады. Её мама Джули Спрэг и брат живут по-прежнему в Лорейне.